# エヴリシング・エヴリシング
エヴリシング・エヴリシング (Everything Everything) は、イギリス・マンチェスターのロックバンド。2007年結成の4人組で、インディー・ロックとエレクトロポップを混ぜ合わせたようなエクスペリメンタルなサウンドを特徴とする。

## 来歴
2007年、イギリス・マンチェスターにて結成された。2008年12月、XLレコーディングスから限定の7インチ「Suffragette Suffragette」をリリース。続いて2009年にはシングル「Photoshop Handsome」「My Kz, Ur Bf」をリリース。同年末にイギリスで期待の新人をランキングで発表するBBC Sound of 2010に選ばれた。
2010年、1stアルバム『Man Alive』をゲフィン・レコードからリリース。全英チャート17位を獲得した。音楽メディアが発表する年間ベスト・アルバムのリストではQ誌で35位、NMEで43位に選ばれた。
2013年、2ndアルバム『Arc』をSony RCAからリリース。全英チャート5位を獲得した。
2015年、3rdアルバム『Get to Heaven』をリリース。
2017年、4thアルバム『A Fever Dream』をリリース。
2020年、5thアルバム『Re-Animator』をリリース。
2022年、6thアルバム『Raw Data Feel』をリリース。『Raw Data Feel』の作成にあたっては、ヨーク大学の協力を得て、歌詞の一部等を人工知能を用いて作成している。

## メンバー
- Jonathan Higgs
- Jeremy Pritchard
- Michael Spearman
- Alex Robertshaw

## ディスコグラフィ
スタジオ・アルバム
- Man Alive (2010年8月27日、Geffen Records) 英17位
- Arc (2013年1月14日、RCA Records) 英5位
- Get to Heaven (2015年6月22日、RCA Records) 英7位
- A Fever Dream (2017年8月18日、RCA Records) [6]
- Re-Animator (2020年9月11日、AWAL)[7]
- Raw Data Feel (2022年5月20日、AWAL)